# Cypripedium segawae
Cypripedium segawae é uma espécie de orquídea terrestre, família Orchidaceae, que habita Singapura.